# 初恋 (村下孝蔵の曲)
「初恋」（はつこい）は、村下孝蔵の楽曲。1983年2月25日にCBSソニーよりシングルが発売された。村下の代表曲で、昭和を代表する大ヒット曲の一つ。

## 背景
村下のデビュー4年目、5枚目のシングルとして発売された。また、同年発売のアルバム『初恋〜浅き夢みし〜』の1曲目(アルバム・バーション)に収録された。
表題曲の「初恋」は、ライブやコンサートでは必ず締めの曲に使用していたほか、テレビ番組に出演する際も晩年までこの曲で披露し続けた。没後の1999年（平成11年）7月3日に開かれた「お別れの会」において、「初恋」の末尾の部分のコーラスを、村下の生前の歌声に合わせて会場の観客たちが歌唱し、村下の冥福を祈った。この時の歌唱は録音され、アルバム『同窓會』の1曲目に収録された疑似メドレー「心の切り絵」の最終曲として使われた。
村下の故郷である熊本県水俣市の商店街「ふれあい一番街」に、本曲の歌碑が2013年に建立された。さらに商店街ストリートの名称も「初恋通り」に改名された。

## 制作

### 初恋
- 楽曲制作の経緯を村下自身が述べたことはないが、「初恋」をテーマとして選んだのは音楽プロデューサーの須藤晃で[6]、須藤が島崎藤村の詩「初恋」の話を村下にし、二人で少年時代に好きだった子の話をしながら、具体的なキーワードを選び出し、村下が歌詞に落とし込んでいった[6]。須藤は当時ソニーでデビューが決まり、田舎っぽいおかっぱ頭にセーラー服姿で会社を訪れた三田寛子をイメージして、歌詞を放課後の風景に書き直してもらった、と証言している[8]。三田自身もこの楽曲を歌っており、村下盤の2か月後にカバー・シングルをリリースしている。
- 「放課後の校庭を走る君を、遠くから探し続けている僕」誰もが身に覚えがあるような情景を描く歌詞は、村下と須藤の共同作業で練り上げられた[1][6]。村下は作詞より作曲を先行するタイプのソングライター[1]。まずは村下がギター演奏だけのデモテープを作り、須藤とのやりとりで、歌詞を煮詰めていくスタイル[1]。須藤は「昭和歌謡のイメージにしたい、と少年時代に好きだった子の話をさんざんした。いくつものキーワードが出て、それを頼りに『初恋』の世界観を作り出した」と述べている[1][6]。デモテープに残る初期の歌詞には「君が笑う、走る姿、今でも焼き付いて」があり[1]、作り込む過程で抽象的な表現を具体的な場面に変更し[1]、多くの人の心をとらえた詩が生まれた[1]。村下のアマチュア時代から親交の深かった西田篤史は「ピーターパンのような純真な心を持った人だった。そんな彼が歌った『初恋』だから、多くの人の心に響いたんでしょう」述べている[1]。
- 編曲の水谷公生は「初めはバラード調の重い印象の曲でした。もう『フォークにこだわらなくていいんじゃないか』と、ポップな曲に変えることになったんです」などと述べている[1][6]。吉田拓郎らを生んだ広島フォークシーンからプロデビューして3年[1]。前年にリリースした「ゆうこ」がロングヒットを記録していたものの、スタッフからは「次が売れないと」と焦りの声が出ていたといわれる[1]。水谷は1980年に軽快なテンポで世界を席巻したシーナ・イーストンのデビュー曲「モダン・ガール（Modern Girl）」を意識し[1]、ユーロビート風にアップテンポな曲調に変えた[1]。また膨らみのある村下の声をライトに聴かせるための仕掛けとして、バリピッチという再生速度を変えられる機械で、僅かにピッチとテンポを上げた[1][6]。水谷は「文学で言えば推敲のような作業。結果、疾走感が増して青春の一コマを歌い上げるのにふさわしい曲になったと思います」と述べている[1]。
- 「校庭」という歌詞は、村下が広島での苦難時代に娘とよく遊んだ安佐南区八木の広島市立梅林小学校で思いついたとされる[9]。村下の楽曲は「初恋」を始め、多くが広島の八木居住時に着想したものといわれる[10]。
- 村下バンドのギタリストだった経田康は、息継ぎが難しい曲だと語っている[11]。
- 最後のフェードアウト部分は、ライブでは繰り返す回数を抑え、その後に独自アレンジの後奏をつけて終わらせていた（メモリアルコンサートでも同じ）。

### 丘の上から
- デビュー前に作られた自主制作盤『それぞれの風』に収録された楽曲をアレンジしたもので、元はエレキギターやドラムス、コーラスの比重が高く、テンポもゆっくりであった。さらに歌が終わった後に3分近くもの長い後奏が入っていた。それを、シングル収録にあたってエレキギター類を控えめにし、後奏を大幅に省いて新たにレコーディングされた。

## ディスクジャケット
レコードジャケットは当初、村下の横顔の顔写真であった。途中から現在アルバムの『初恋〜浅き夢みし〜』にも使用されている村上保の切り紙絵に変更された。

## 評論
魚住勉は「『初恋』が多くの人に愛されている理由は、誰もが似たような体験を思春期に経験しているからこそのストレートな共感を得られたということ、ノスタルジックな歌詞の切なさと曲のダイナミズムとの相乗効果も、普遍的なテーマである『初恋』が新鮮なインパクトと魅力を持った曲になった要因と言える」などと論じている。

## 記録
オリコン調べでは、シングルは52.6万枚を売り上げ、村下にとって最大のヒットとなった曲である。
TBS系『ザ・ベストテン』では、1983年4月28日に20位に浮上し、6月16日に10位にベストテン入りして8月11日まで計6週間ベストテン入りした。当時の村下は肝臓病の治療専念中により、同番組には一度も出演は叶わなかった。しかしロングヒットとなり、この年の年間ランキングで6位になった。年間ベストテンで村下は、司会の久米宏・黒柳徹子に対して喜びと感謝のメッセージ録音を送り、これが放送された。なお、村下孝蔵としての唯一のランクイン曲となった。
2005年にNHKが実施した「スキウタ〜紅白みんなでアンケート〜」において、白組100位にランクインした。

## 収録曲
| 全作詞・作曲: 村下孝蔵。 |                |           |            |                                         |      |
| #                        | タイトル       | 作詞      | 作曲・編曲 | 編曲                                    | 時間 |
| 1.                       | 「初恋」       | 村下孝蔵  | 村下孝蔵   | - 水谷公生 - コーラスアレンジ: 町支寛二 | 3:40 |
| 2.                       | 「丘の上から」 | 村下孝蔵  | 村下孝蔵   | 田代耕一郎                              | 4:59 |
| 合計時間:                | 合計時間:      | 合計時間: | 8:39       |                                         |      |

## 「初恋」をカバーした歌手
音源化された作品一覧
| 歌手                                              | リリース       | 収録された作品                                                                   | 備考 |
| ------------------------------------------------- | -------------- | -------------------------------------------------------------------------------- | --- |
| 三田寛子                                          | 1983年4月21日  | シングル「初恋」                                                                 | 花王トニックシャンプーのCMソング。CMでは田尾安志（当時・中日ドラゴンズ）と共演。 CMのBGMでは三田＆田尾によるデュエットバージョンの「初恋」が流された。 |
| モニク・リン（中国語: 林慧萍）                    | 1984年         | アルバム『走過歲月』                                                             | 中国語版「影子」 |
| サマンサ・ラム（中国語: 林志美）                  | 1984年         | アルバム『什麼是緣份』                                                           | 広東語版「初戀」 |
| 康喬                                              | 1984年         | アルバム『你是我的偶像』                                                         | 中国語版「深痕」 |
| 饒蕾                                              | 1986年         | アルバム『初恋』                                                                 | 中国語版「初恋」 |
| 沢田知可子                                        | 1989年5月3日   | アルバム『Heart Size -In your eyes II-』                                         | |
| ヒッパレオールスターズ                            | 1994年12月1日  | シングル『ヒッパレ1983』                                                         | |
| 今井由香                                          | 2000年6月21日  | アルバム『BOYS BE…オリジナル・サウンドトラック』                                 | アニメ 『BOYS BE…』の第13話オープニングテーマ |
| 中澤裕子                                          | 2002年10月23日 | アルバム『FOLK SONGS 3』                                                         | |
| KEN-JIN BAND                                      | 2002年11月27日 | アルバム『a day/RED 〜初恋〜』                                                   | |
| 香西かおり                                        | 2002年12月18日 | DVD『15周年記念リサイタル』                                                      | |
| ドミンゴス                                        | 2003年5月21日  | アルバム『ソウル番長!!』                                                         | |
| 大久保伸隆                                        | 2004年1月28日  | シングル「想」                                                                   | |
| 石原詢子                                          | 2004年2月18日  | DVD『デビュー15周年記念 石原詢子リサイタル"花咲きそめし・祭りうた"ライブ』       | |
| 佐田玲子                                          | 2004年5月1日   | アルバム『クリスマスコンサート2003〜心残りのラブレター』                         | |
| 平川地一丁目                                      | 2004年6月2日   | シングル「君の分まで」初回盤                                                     | |
| 高橋直純                                          | 2005年8月5日   | アルバム『scene〜残したい風景〜』                                                | |
| 初恋オールスターズ                                | 2006年7月12日  | アルバム『絵日記と紙芝居〜村下孝蔵トリビュートアルバム〜』                       | |
| Acid Black Cherry                                 | 2007年9月26日  | シングル「Black Cherry」                                                         | |
| 佐藤竹善                                          | 2007年11月14日 | アルバム『ウタヂカラ〜CORNERSTONES4〜』                                          | |
| さくらボーイズ                                    | 2007年11月16日 | シングル「東京クリスマス」                                                       | |
| 島谷ひとみ                                        | 2007年12月5日  | アルバム『男歌〜cover song collection〜』                                        | |
| 加藤いづみ                                        | 2008年2月6日   | アルバム『favorite』                                                             | |
| BiG BEN                                           | 2008年3月15日  | アルバム『Not Alone』                                                            | |
| GOING UNDER GROUND                                | 2008年3月19日  | シングル「初恋」                                                                 | 白いなっちゃん宣伝曲 |
| 日野良一                                          | 2008年6月25日  | アルバム『コモレビボッサ』                                                       | |
| 杏里                                              | 2008年7月16日  | アルバム『tears of anri 2』                                                      | |
| 美吉田月                                          | 2008年7月30日  | アルバム『Ska Flavor #1』                                                        | |
| NORI☆                                             | 2008年12月25日 | アルバム『We style 1981〜85 カフェバーでマティーニ』                             | |
| The JADE                                          | 2009年4月15日  | アルバム『手紙』                                                                 | |
| Song for Memories（鈴木康博、山本潤子、細坪基佳） | 2009年6月3日   | DVD『Song for Memories コンサート at 渋谷 C.C.Lemonホール』                      | |
| ケイタク                                          | 2009年11月4日  | アルバム『FOLK IS NOT DEAD』                                                     | |
| イカロス（早見沙織）&五月田根美香子（高垣彩陽）   | 2009年12月29日 | アルバム『TVアニメーション『そらのおとしもの』エンディングテーマ・コレクション』 | アニメ 『そらのおとしもの』内の第9話エンディングとして（キャラクター名義）                                                                             |
| 松原健之                                          | 2010年1月20日  | アルバム『旅立つ季節に』                                                         | |
| アレンジ・キング feat.SHINO                       | 2010年7月14日  | 配信シングル「BEST HIT STUDIO 3 EP」                                             | |
| DACHICO                                           | 2010年7月28日  | アルバム『Boys Song Meets Girls Singin' Vol.1』                                  | |
| シン・スンフン                                    | 2010年9月15日  | アルバム『My Favorite』                                                          | |
| ZERO                                              | 2012年4月25日  | アルバム『Beautiful Songs II』                                                   | |
| 青木隆治                                          | 2013年3月27日  | DVD『青木隆治 CONCERT TOUR 2012-2013＠日本武道館』                               | |
| 百田夏菜子 （ももいろクローバーZ）                | 2013年4月10日  | アルバム『5TH DIMENSION』初回限定盤A                                             | |
| サーカス                                          | 2013年5月29日  | アルバム『THE REBORN SONGS〜80'sハーモニー〜』                                   | |
| ミサンガ                                          | 2013年7月14日  | アルバム『平成フォーク団』                                                       | |
| 16Shots（ファミコンの高橋名人）                   | 2013年11月27日 | アルバム『ファミソン8BITスタジオ~邦楽編』                                        | |
| 美吉田月                                          |                | アルバム『ska Flowers #1』                                                       | |
| 純烈                                              | 2014年10月29日 | DVD『純烈のムード歌謡日和』                                                      | |
| アイドルネッサンス                                | 2014年11月25日 | シングル「太陽と心臓」                                                           | |
| 玉置浩二                                          | 2014年12月3日  | アルバム『群像の星』                                                             | |
| 露菜                                              | 2014年12月24日 | アルバム『冬物語』                                                               | |
| kevin                                             | 2015年3月18日  | アルバム『kevin's cover vol.4』                                                  | |
| ホタルライトヒルズバンド                          | 2015年11月14日 | シングル「飛行船ミミ」会場限定盤・友香盤                                         | |
| Silent Of Nose Mischief                           | 2015年11月22日 | 配信シングル「Cover#01」                                                         | |
| 森恵                                              | 2016年3月16日  | アルバム『COVERS Grace of The Guitar+』                                          | |
| May J.                                            | 2016年3月16日  | アルバム『Sweet Song Covers』                                                    | |
| 吉幾三                                            | 2016年6月1日   | アルバム『あの頃の青春を詩う vol.3』                                             | |
| クリス・ハート                                    | 2016年10月19日 | アルバム『Heart Song Tears』                                                     | |
| 東山奈央                                          | 2017年5月24日  | シングル「イマココ/月がきれい」                                                  | アニメ『月がきれい』第3話挿入歌 |
| 結城安浩                                          | 2017年7月5日   | DVD『THE カラオケ★バトル 2016年間チャンピオン決定戦』                            | |
| 犬塚彩子                                          | 2017年7月11日  | アルバム『Home of Bossa Nova』                                                   | |
| 中澤卓也                                          | 2017年9月20日  | アルバム『繋ぐ Vol.1 〜カバー・ソングス 7つの歌心〜』                            | |
| 石井竜也                                          | 2017年9月27日  | アルバム『DIAMOND MEMORIES』                                                     | |
| 山内惠介                                          | 2017年12月13日 | DVD『山内惠介 コンサート2017〜まだ見ぬ歌の巓を目指して!〜』                      | |
| 森川美穂                                          | 2018年3月20日  | アルバム『森川美穂カヴァーライブ 恋、しましょう。』                              | |
| 吉岡聖恵                                          | 2018年10月24日 | アルバム『うたいろ』                                                             | |
| つるの剛士                                        | 2019年4月17日  | アルバム『つるの剛士 ベスト』                                                    | |
| 辰巳ゆうと                                        | 2019年8月21日  | シングル『おとこの純情』新装盤D                                                  | |
| ベイビー・ブー                                    | 2020年4月8日   | アルバム『うたごえ喫茶アルバム〜青春のうた〜』                                   | |
| 木山裕策                                          | 2020年6月10日  | アルバム『ラヴ&メモリーズ』                                                      | |
| 優月                                              | 2020年12月30日 | アルバム『月白』                                                                 | |
| 青田典子                                          | 2022年1月19日  | ミニアルバム『柑橘系』                                                           | |
| 寺田晃弘                                          | 2022年5月25日  | アルバム『Heart SongⅢ』                                                          | |
| 谷龍介                                            | 2022年6月2日   | カバーアルバム『カバー・オブ・リクエストII』                                     | |
| Ms.OOJA                                           | 2022年9月21日  | カバーアルバム『流しのOOJA 2 ～VINTAGE SONG COVERS～』                           | |
| 雨宮天                                            | 2025年6月18日  | カバーアルバム『COVERSⅢ -Sora Amamiya favorite songs-』                          | |

その他メディアで披露したアーティスト一覧
| 歌手                             | 披露日                  | 備考 |
| -------------------------------- | ----------------------- | --- |
| 相本久美子                       | 2019年5月26日           | バースデーライブ『Live Style vol.7』                                                                                 |
| 有坂ちあき                       | 2013年2月24日           | 昭和歌謡リクエストカバーライブ、                                                                                     |
| 石野真子                         | 2017年6月1日            | 歌謡ポップスチャンネル『クロスカヴァー・ソングショー』                                                               |
| イツカノオト                     | 2019年1月16日           | 公式YouTubeチャンネルにて公開                                                                                        |
| 井上芳雄                         | 2018年6月10日           | TBSラジオ『井上芳雄 by MYSELF』                                                                                      |
| 宇佐元恭一                       | 2012年11月3日           | IBC岩手『鈴木康博メインストリートをつっ走れ!』                                                                       |
| 大藤史                           | 2017年5月21日           | 公式YouTubeチャンネルにて公開                                                                                        |
| 大場唯                           | 2009年12月9日           | 公式YouTubeチャンネルにて公開                                                                                        |
| OKAMOTO'S、真心ブラザーズ        | 2017年5月20日           | マゴーソニック2017                                                                                                   |
| 柏木由紀                         | 2018年9月9日            | 柏木由紀アコースティックライブ                                                                                       |
| 加藤久仁彦                       | 2019年5月25日           | KUNIHIKO K's Live at Marquee Vol.3                                                                                   |
| 川上大輔                         |                         | |
| 清春                             | 2006年7月6日            | TOKYO FM『大江千里のLive Depot』                                                                                     |
| 桐山和久                         | 2022年8月19日           | YouTubeチャンネル『SingLike!』                                                                                       |
| Goose house                      | 2010年10月19日          | 公式YouTubeチャンネルにて公開                                                                                        |
| 近野淳一                         | 2017年4月30日           | 春闘歌百花2017初夏〜盛岡編〜                                                                                         |
| 佐々木リョウ                     | 2019年3月17日           | RCC『佐々木リョウのバリAじゃんラジオ』                                                                               |
| 佐々木亮介                       | 2016年8月25日           | VINTAGE ROCK & 渋谷WWW presents“裸の王様 wear.4”〜佐々木亮介 MISOJI MAE BLUES〜                                      |
| さだまさし                       | 1999年8月6日            | 夏 長崎から さだまさし                                                                                               |
| 沢田聖子                         | 2001年11月2日           | NHK BS2 フォーク大集合「南こうせつとアコースティック・フレンズ」                                                     |
| 沢田聖子                         | 2013年5月25日           | IBC岩手『鈴木康博メインストリートをつっ走れ!』                                                                       |
| 柴田あゆみ、吉澤ひとみ           | 2008年1月23日           | テレビ東京系列『歌ドキッ! 〜ポップクラシックス〜』                                                                   |
| ダイスケ                         | 2013年6月1日            | ダイスケ Tour2013 Spring-Summer 'Live☆Drops' 岡山公演                                                                |
| 高橋優                           | 2016年3月29日           | BS-TBS『土曜スタジアムSound Inn”S”』                                                                                 |
| 徳永英明                         | 2003年9月20日           | フジテレビ系『ミュージックフェア』                                                                                   |
| 中澤卓也                         | 2020年9月18日           | 公式YouTubeチャンネルにて公開                                                                                        |
| 永井龍雲、三浦和人               | 2003年9月15日           | 青春グラフティコンサート vol.4                                                                                       |
| なつこ                           | 2022年5月31日           | YouTubeの【公式】なつこチャンネルにて公開                                                                            |
| 西川貴教                         | 2000年10月21日          | フジテレビ系『LOVE LOVE あいしてる』                                                                                 |
| 花沢耕太（Chicago Poodle）       | 2018年6月8日            | エフエム徳島『シカプーのラヂオ風ﾟ』                                                                                  |
| 林部智史                         | 2017年5月28日 - 7月23日 | 林部智史 〜あいたい〜 CONCERT TOUR 2017                                                                              |
| 氷川きよし                       | 2008年1月24日           | NHK『きよしとこの夜』                                                                                                |
| 風味堂                           | 2011年2月25日           | JFN系列『風味堂 ロックでください』                                                                                   |
| 福山雅治                         | 2013年4月27日           | ニッポン放送『福山雅治のオールナイトニッポンサタデースペシャル・魂のラジオ』                                         |
| 藤井舞乃空                       | 2017年8月23日           | テレビ東京系『THEカラオケ★バトル U-18歌うま甲子園』                                                                  |
| 布施明、渡辺美里                 | 2003年11月29日          | フジテレビ系『ミュージックフェア』                                                                                   |
| 星村麻衣                         | 2018年10月14日          | 公式YouTubeチャンネルにて公開                                                                                        |
| 松阪ゆうき                       | 2018年6月6日            | きらめき歌謡ライブにて披露。                                                                                         |
| MADOKA                           | 2011年5月30日           | 公式YouTubeチャンネルにて公開                                                                                        |
| 三浦祐太朗                       | 2018年3月29日           | TBS系『UTAGE!春のリクエスト祭り2018』                                                                                |
| ミッツ・マングローブ             | 2015年4月1日            | ソニー・ミュージックアーティスツ40周年記念ファイナルイベントライブ『みんなとうた』                                   |
| 南こうせつ、加藤いづみ、吉川忠英 | 2000年5月5日            | NHK BS2『日本のうた フォーク大集合2000 南こうせつとアコースティックフレンズ』                                        |
| 三山ひろし                       | 2019年2月9日 - 2月11日  | 三山ひろし歌謡劇場                                                                                                   |
| MUROCK O'CLOCK                   | 2015年6月26日           | 公式YouTubeチャンネルにて公開                                                                                        |
| 森口博子                         | 2018年5月25日           | bayfm『SKY GATE KISS & SMILE』                                                                                       |
| 森昌子                           |                         | |
| レディオサイエンス               | 2014年2月28日           | 公式YouTubeチャンネルにて公開                                                                                        |
| 渡辺大知                         | 2019年7月12日           | 渡辺大知 presents 夏の花火のプラネタリウム また、自身が出演したテレビ東京放送のドラマ『Iターン』の劇中でも披露された |
| KENTA(WANIMA)                    | 2024年3月4日            | 「WANIMA 1Time Acoustic Live」横浜公演1st stage                                                                      |